# 신당역 살인 사건
신당역 살인 사건(新堂驛殺人事件)은 2022년 9월 14일 서울특별시 중구 퇴계로 신당역 여자 화장실에서 전주환이 피해자를 살해한 사건이다.

## 범행 동기 및 경위

### 사건 이전
2018년 피의자 전주환은 피해자(1994년생 여성, 이하 피해자)와 함께 서울교통공사에 입사했다. 전주환은 신입사원 교육에서 피해자를 처음 만났다.
2019년 11월부터 2021년 10월까지 전주환은 350여 건의 문자 메시지와 전화로 피해자에게 만남을 강요하고 협박했고, 피해자의 영상 등을 유포하겠다고 협박하기도 했다. 결국 2021년 10월 7일 피해자는 전주환을 성폭력 범죄의 처벌 등에 관한 특례법 위반(카메라 등 이용촬영, 촬영물 등 이용협박) 혐의로 서울서부경찰서에 고소했으나, 구속영장이 기각되었다. 경찰은 고소장이 접수된 순간부터 한 달 동안 피해자에 대한 신변보호를 진행했지만 잠정조치나 스마트워치 지급을 하지 않았고 신변보호를 연장하지 않았다. 2021년 10월 13일 전주환은 서울교통공사에서 직위해제되었다.
2021년 10월부터 2022년 2월까지 전주환은 20여 건의 추가 연락으로 피해자에게 만남을 요구했다. 그에 2022년 1월 27일 피해자는 전주환을 같은 혐의로 고소했다. 경찰은 구속영장을 신청하지 않았다. 법원은 두 사건을 병합했다. 2022년 8월 18일 검찰은 전주환에게 징역 9년을 구형했다.

### 사건 당일
2022년 8월 18일 전주환은 피해자를 죽이기로 결심했다. 2022년 8월 18일, 9월 3일, 9월 14일(2회) 전주환은 서울 지하철 6호선 증산역과 구산역 역무실을 방문해 피해자의 개인정보를 얻었고 피해자의 옛집을 찾아가서 배회했다.
2022년 9월 14일 오후 7시경, 전주환은 일회용 승차권으로 신당역에 갔다. 같은 날 전주환은 1시간 10분 동안 위생모를 쓰고 피해자를 기다렸고 오후 9시경 피해자가 신당역 여자 화장실에 순찰을 돌자 따라서 들어가 흉기로 살해했다. 같은 날 오후 11시 31분 피해자는 사망했다.

### 사건 이후
2022년 9월 15일 예정되었던 1심 선고가 9월 29일로 연기되었다. 2022년 9월 29일 서울서부지방법원 형사합의12부는 성폭력범죄의 처벌 등에 관한 특례법 위반(카메라 등 이용촬영, 촬영물 등 이용협박)과 스토킹 처벌법 위반 혐의에 대해 전주환에게 징역 9년을 선고했다.
2022년 9월 19일에 가해자 신상이 공개되었다. 가해자는 1991년생(사건 당시 만 31세) 남성 전주환으로 밝혀졌다.
2023년 2월 7일에 1심에서 징역 49년 및 전자발찌 부착 15년이 선고되었다.
2023년 7월 11일 2심에서 무기징역을 선고하였다.

### 사건 전말
경찰이 신당역 스토킹 살인사건 이후 스토킹범죄 재발 방지를 위한 대책 마련에 발벗고 나서고 있지만, 9월 20일 오전 윤희근 경찰청장의 주재로 열린 정례 기자 간담회에서 "피의자의 보복, 위험성이 있는지, 피해자 신변 보호 조치를 한층 더 강화할 필요가 없는지 다각도로 검토하겠다"고 말했다.
경찰이 밝힌 조치들 중 법 개정을 요구하는 사항도 많고 사법기관과 협의도 필요한 사안이어서, 우선 스토킹 범죄에 대한 전수조사와 검경 협의체를 신설하겠다는 뜻을 밝혔다. 협의를 통해 스토킹 신고, 잠정조치, 구속영장 신청 등의 단계를 단축하고 잠정조치 4호 인용률을 높여 선제적으로 스토킹범죄에 강경 대응하겠다는 입장도 보였다.
잠정조치 4호는 스토킹처벌법에 명시된 조치로 구속영장이 없어도 법원 결정으로 재발 우려가 있는 가해자를 최대 한 달까지 유치장에 감금할 수 있지만, 긴급응급조치 위반시 형사처벌 및 절차 간소화, 긴급잠정조치 신설 등이 핵심 과제로 제시했다.
만일, 법률이나 시스템이 정상적으로 작동했다면 피해자가 사망하지 않았을 수 있다는 의미에서, 사건 당시 피해자 이외에 함께 순찰하던 동료가 있었더라면 전씨는 추가 범행을 미리 막았을 가능성이 높았다. 또한, 직장인 서울교통공사에서 직위해제 상태였던 가해자 전씨가 피해자 근무지나 근무일정을 파악하기 위해 내부 인트라넷을 활용한 점을 고려하면 직위해제자에 대한 정보접근 권한 차단 등 초동 대응이 제대로 이뤄지지 않은 점도 아쉽지만, 피해자 유족들의 주장대로 스토킹처벌법이 존재하고 있음에도 불구하고, 충분히 막을 수 있었던 인재로 법적 제재 조치 자체가 매우 미흡했다는 점이 문제로 지적되었다.
순천향대학교 경찰행정학과 오윤성 교수의 인터뷰에서, "젠더폭력에 대한 낮은 감수성과 스토킹 범죄에 대한 안일한 대응이 불러온 비극이므로, 스토킹범죄에 대한 법원과 경찰, 검찰 등 삼위일체간의 소극적인 수사와 솜방망이식 처벌이 또 한 명의 여성을 죽게 했다"며 "끔찍하고 잔혹한 스토킹 범죄가 알려질 때마다 온 세상은 떠들썩하지만, 수사기관과 사법기관들의 소극적이고 안이한 대응으로 여성을 상대로 하는 잔혹한 스토킹 범죄는 누구나 언제든지 계속 일어날 수 있는 심각한 사회적 문제라는 관점에서, 갈수록 더 흉포화해지고 있다"라고 지적했다.
사건 열흘 뒤, 김상범 서울교통공사 사장이 "일터에서 불의의 사건으로 유명한 달리한 고인의 명복을 빌며, 오랜 기간 큰 고통 속에 홀로 외로운 싸움을 해왔다는 사실을 너무 늦게 알게 돼 통한의 마음을 금할 수 없다. 고인이 남긴 뜻을 이어받아 더 안전한 지하철, 안심할 수 있는 일터를 만들 것을 다짐하면서, 고인의 희생이 헛되지 않도록 잘못된 관행과 시스템을 찾아내 앞으로 비슷한 사건이 재발되지 않도록 근본적인 대책을 마련하겠다"고 뼈를 깎는 반성 속에서 사안의 중대성을 뒤늦게나마 참회하는 마음으로 공식 사과문을 발표했다.

## 반응
2022년 9월 15일 한덕수 국무총리는 "관계 부처는 철저히 원인을 규명하고 재발 방지를 위해 강력한 대책을 수립하라. 여성을 상대로 한 범죄에 효과적이고 단호한 대응방안을 적극 검토하고, 경찰과 검찰 등 관계기관은 범죄 예방 활동과 치안 확보 노력에 총력을 기울여달라."라고 했고 윤희근 경찰청장은 "치안을 담당하는 경찰청장으로서 피해자와 유가족들께 깊은 애도의 말씀을 드린다. 이번 사건을 철저히 수사할 것이다. 다시는 비슷한 비극이 재발하지 않도록 법 제도 개선 등에 관해 범사회적인 관심과 지원을 부탁드린다."라고 했다. 2022년 9월 16일 윤석열 대통령은 "2021년 스토킹방지법을 제정해 시행했지만 피해자 보호에 미흡하다는 지적이 많다. 이런 범죄가 발붙일 수 없게 하겠다."라고 했다.
피해자의 여동생은 직장 내 성폭력과 2차 가해 등 피해자 보호가 미흡한 인재성 사건이라고 말했다. 피해자 유가족의 인터뷰에서, "하루 빨리 제대로 된 매뉴얼을 마련해 또 다른 피해가 없도록 해야 한다."며 "조카가 사망할 정도의 상처를 입고도 비상벨을 눌러 범인을 검거하도록 했다. 범인이 도망갔으면 수사력이 또 얼마나 허비됐겠나. 조카는 마지막까지 할 일을 한 것이다."라고 말했다.
시민들은 신당역의 추모 공간에서 2016년 5월 17일에 발생한 강남역 살인 사건과 다를 바 없다는 점을 비난했고, 여성혐오 범죄가 지속적으로 반복되고 있다고 말했다.
심리학자 이수정은 피해자 중심의 보호 제도가 미비하고 가해자 중심의 보호 제도가 충분한 대한민국의 사법 제도가 이 흉악 범죄를 일으킨 점이 문제가 되었다고 지적했다.
서울교통공사는 2022년 9월 15일 오전 7시경 직원들에게 특이사항이 없다고 보고해서 사내의 비판을 샀다.

## 같이 보기
- 강남역 살인 사건
- 오케가와 스토커 살인 사건